# Meteor

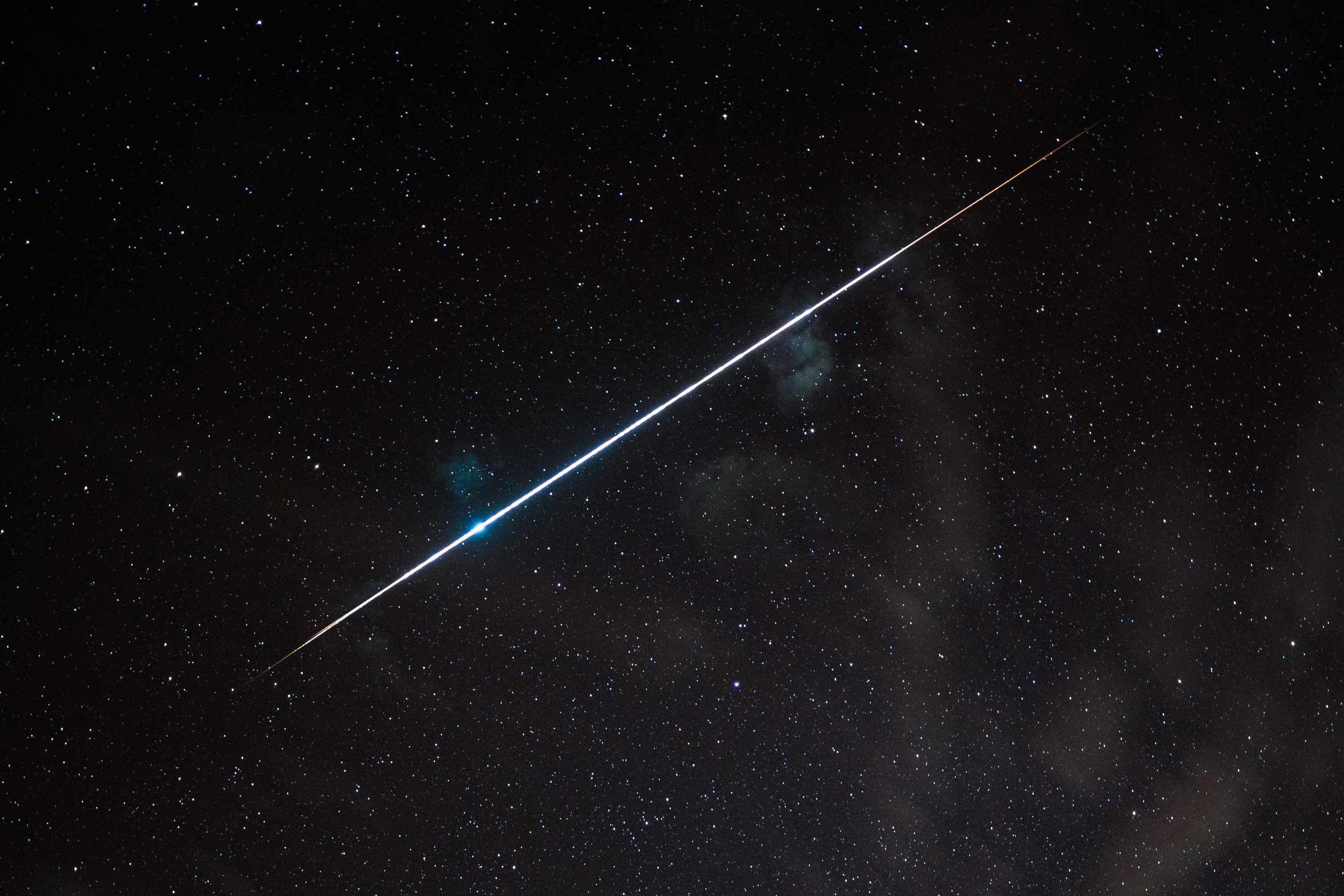
Meteor über Chia, Sardinien

Ein Meteor der Perseiden. Das Rekombinationsleuchten des Schweifs in der Mesosphäre ist zirka 0,7 Sekunden lang sichtbar.
(Variante der Aufnahme in zehnfacher Zeitlupe.)

Ein Meteor der Geminiden

Als Meteor (Mehrzahl die Meteore, Singular: der Meteor, selten oder fachsprachlich auch: das Meteor) wird das Aufleuchten von Sternschnuppen bezeichnet, wenn sie als kleine Gesteins- oder Staubteilchen in der Hochatmosphäre verglühen, sowie das Aufleuchten größerer Körper (Feuerkugeln).
Leucht- und Wettererscheinungen in der Atmosphäre und nahe der Erdoberfläche heißen in der meteorologischen Fachsprache Meteore:
Lithometeore werden durch Schwebeteilchen (Sand und Staub) verursacht; Elektrometeore, Hydrometeore und Photometeore durch Schwebeteilchen aus Wasser.
Die astronomische Wissenschaft der Meteore im engeren Sinne ist die Meteorkunde. Als Meteore werden heute vor allem die Leuchterscheinungen der Sternschnuppen bezeichnet; bei größerer Helligkeit spricht man von Feuerkugeln oder Boliden. Sie werden von kleinen, in die Erdatmosphäre eindringenden Meteoroiden erzeugt, die beim Verglühen die Luftteilchen ionisieren (Rekombinationsleuchten). Die wenigen bis zur Erdoberfläche herabfallenden Körper nennt man Meteorite.
Die Überreste des Verglühens und die feinsten, nicht freiäugig sichtbaren Meteore (Mikrometeoriten) ergeben dann die extraterrestrischen Aerosole. Die Schätzungen des dauernd herabrieselnden Meteorstaubs reichen von einigen hundert bis 5000 Tonnen pro Tag.
Fast immer sind die meisten Sternschnuppen in der zweiten Nachthälfte zu sehen, weil dann der Beobachter auf der Vorderseite der Erdbewegung um die Sonne liegt. Besonders deutlich wird dies bei der Beobachtung von Meteorschwärmen wie den Perseiden im August oder den Geminiden im Dezember.

## Herkunft des Wortes
Das Wort Meteor kommt von altgriechisch μετέωρος metéōros, deutsch ‚in der Luft schwebend‘, wo es ursprünglich auch Erscheinungen am Himmel und damit manche Himmelskörper umfasste (Neutrum Plural μετέωρα in der Bedeutung „Himmelserscheinungen“).
Viele derartige Erscheinungen wurden bereits in der Antike zum Beispiel von Aristoteles in seinem Werk Meteorologie beschrieben. Die heutige Meteorologie und Klimatologie befasst sich mit Beobachtung und Beschreibung des Wettergeschehens in der Atmosphäre und nur am Rande mit den damit zusammenhängenden Leuchterscheinungen. Heute umfasst der Begriff in diesem Fachgebiet primär die atmosphärische Optik und Atmosphärenphysik der Schwebeteilchen (Aerosole und atmosphärisches Wasser).

## Arten von Meteoren
Abgesehen von den oben genannten Meteoroiden, die das Aufleuchten von Sternschnuppen in der Hochatmosphäre hervorrufen, unterscheidet zum Beispiel der Deutsche Wetterdienst in der Atmosphäre folgende Kategorien von Meteoren, die gegebenenfalls sichtbar sein können:
- Elektrometeore im Zusammenhang mit geladenen Teilchen
- Hydrometeore im Zusammenhang mit Wasser in den Aggregatzuständen fest und flüssig
- Lithometeore im Zusammenhang mit Schwebeteilchen, die nicht aus Wasser bestehen
- Photometeore, hervorgerufen durch Reflexion, Brechung, Beugung oder Interferenz von Licht.

Begleiterscheinungen von Erdbeben werden nicht zu den Meteoren gezählt, obwohl sie Erdbebenlichter oder Donnergeräusche in der Atmosphäre verursachen können. Auch variable Leuchtphänomene außerhalb der Erde, wie Kometen, veränderliche Sterne oder Novae, zählt man nicht dazu.
Bei den Meteoren handelt es sich überwiegend um Naturerscheinungen, einige sind jedoch anthropogenen Ursprungs, beispielsweise Kondensstreifen von Flugzeugen, Rauch aus Schornsteinen, Industrieschnee oder Iridium-Flares, die durch Spiegelung der Sonnenstrahlung an Satelliten entstehen.

## Meteoroide
Meteoroide sind meist Staubkörner, kleine Metall- oder Gesteinskörner aus dem interplanetaren Raum, von denen pro Tag etwa 10 Milliarden vom Weltall aus mit einer Gesamtmasse von 10 bis 150 Tonnen in die Atmosphäre der Erde einfallen. Wegen ihrer enormen Geschwindigkeit von etwa 11,2 bis 72 km/s – je nach Einfallswinkel zur Bahnbewegung der Erde – verdampfen die meisten in etwa 80 Kilometer Höhe durch Luftreibung; dabei ionisieren sie die Luftmoleküle, was helle Leuchtspuren hervorruft.

## Sternschnuppen und Feuerkugeln

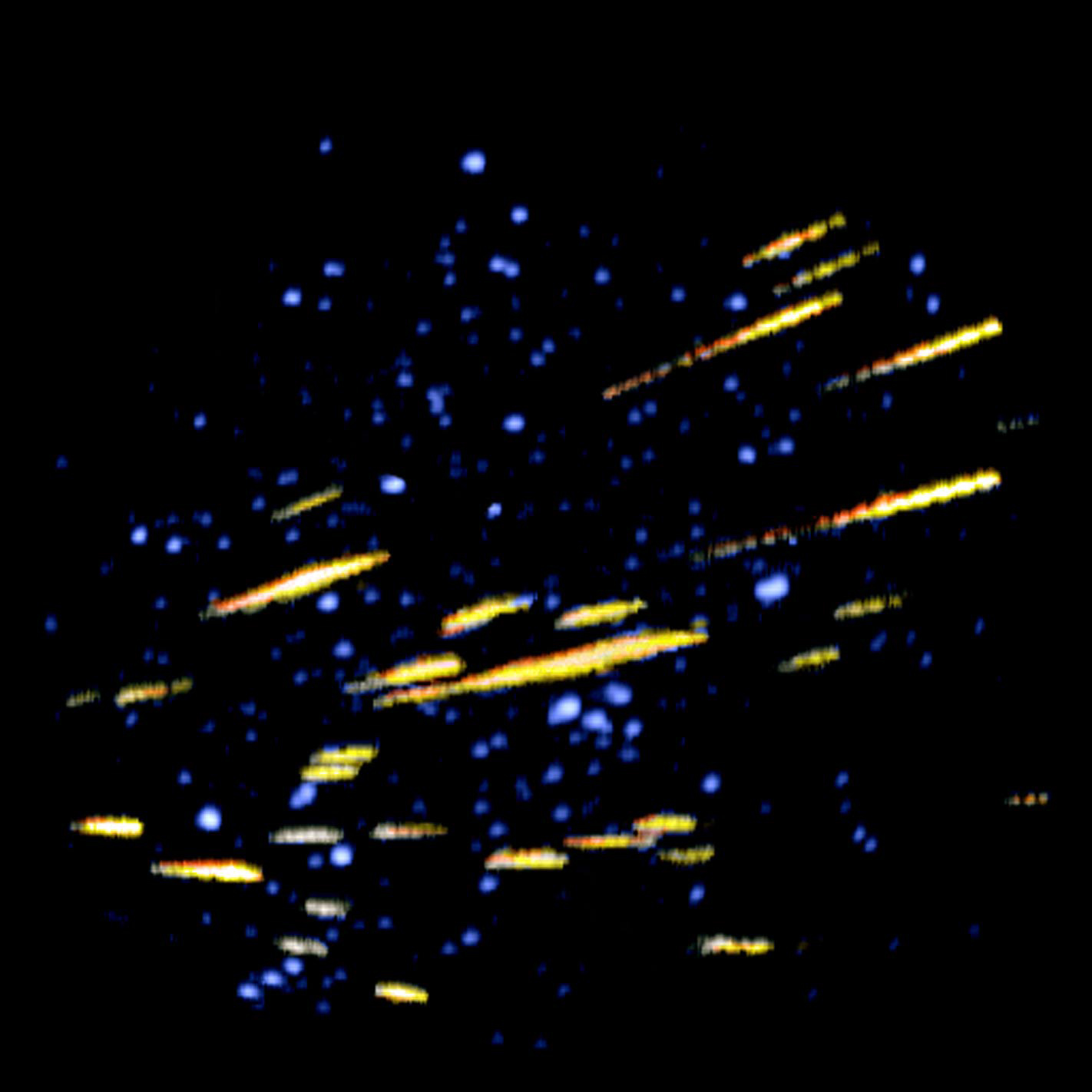
Meteorstrom, einige Minuten belichtet

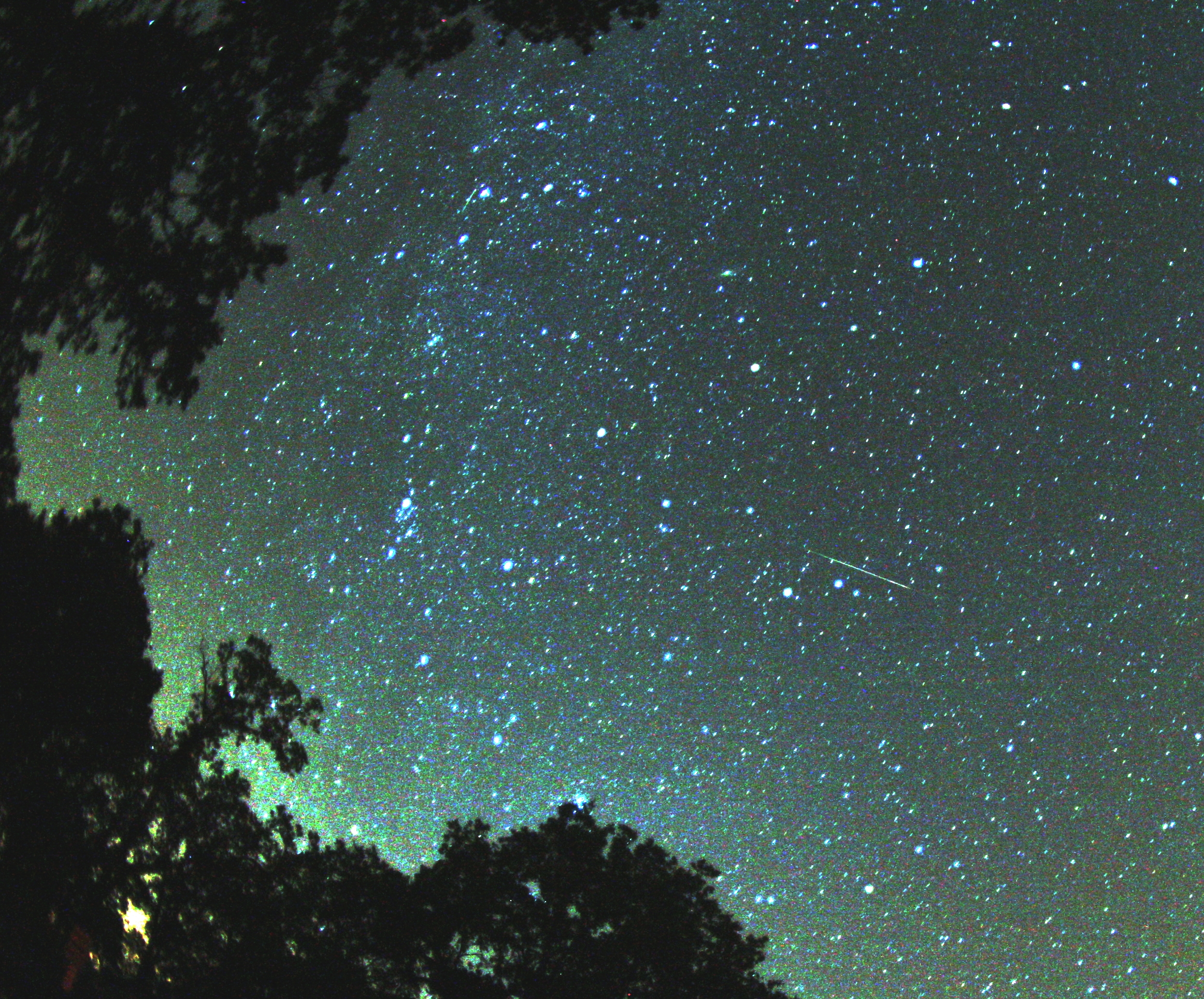
Ein Perseiden-Meteor

Der überwiegende Teil der Meteore ist interplanetaren Ursprungs; nur sehr wenige erreichen die Erde aus dem interstellaren Raum. Wie die Erde und die anderen Planeten die Sonne umkreisen, so umkreisen auch Meteorströme die Sonne.
Neben einzeln auftretenden Meteoren (sporadische Meteore) gibt es Meteorströme. Diese entstehen, wenn die Erde die Flugbahn eines Kometen kreuzt. Da für den Beobachter der Eindruck besteht, als träfen sich die Spuren all dieser Meteore in einem Punkt, wenn man sie entgegengesetzt der Bewegungsrichtung verlängert, sind die Meteorströme nach dem Sternbild benannt, in dem dieser Radiant liegt.
Bekannte Meteorströme sind die Quadrantiden im Januar, die Perseiden im Juli und August, die Leoniden im November sowie die Geminiden im Dezember. Besonders sternschnuppenreich sind in der Regel die Tage zwischen dem 8. und dem 14. August, wenn aus dem Sternbild Perseus die „Perseiden“ auf die Erde „regnen“.
Wenn die Flugrichtung eines Meteors genau zum Beobachter weist, sieht er nur ein kurzes, bewegungsloses Aufleuchten, das oft als Täuschung angesehen wird. In Amateurkreisen wird es Blitzer genannt und seit einigen Jahren in Statistiken dokumentiert.
Meteorartige Leuchterscheinungen können auch von Erdsatelliten sowie Raketenteilen (Weltraumschrott) beim Wiedereintritt in die Erdatmosphäre  hervorgerufen werden. Sie sind jedoch wesentlich langsamer, daran kann man sie von Meteoren unterscheiden.

### Größe und Einteilung
Im Volksmund werden kleine Meteore auch Sternschnuppen genannt (vgl. Schnuppe). Deren Ursprungsobjekte haben Durchmesser um 1 mm. Größere Objekte (> 10 mm) heißen Boliden, Feuerkugeln oder Feuerbälle.
Teleskopische Meteore sind Sternschnuppen, die nicht mehr freiäugig sichtbar sind, sondern sich zufällig bei Fernrohrbeobachtungen durchs Gesichtsfeld bewegen. Als Radarmeteore werden jene bezeichnet, deren Ionisationsspuren mit Radargeräten auch am Taghimmel beobachtbar sind.
| Bezeichnung                      | Durchmesser des Ursprungskörpers | Masse                | Gesamtmasse aller Objekte, die die Erde jeden Tag erreichen |
| -------------------------------- | -------------------------------- | -------------------- | ----------------------------------------------------------- |
| Feuerkugeln, Boliden             | größer als 10 mm                 | mehr als 2 g         | 1 t                                                         |
| Sternschnuppen (−4mag bis +6mag) | 1 mm bis 10 mm                   | 2 mg bis 2 g         | 5 t                                                         |
| Teleskopische Meteore            | 0,1 mm bis 1 mm                  | 0,002 mg bis 2 mg    | 20 t                                                        |
| Mikrometeore                     | kleiner als 0,1 mm               | weniger als 0,002 mg | bis 125 t                                                   |

Die meisten Meteorerscheinungen dauern nur Sekundenbruchteile und werden von Teilchen erzeugt, die unter einem Millimeter groß sind und im Allgemeinen mit 30 bis 70 Kilometern pro Sekunde auf die Erdatmosphäre auftreffen. Sie verglühen dabei vollständig. Meteoroiden mit der Größe eines Reiskorns liefern eindrucksvolle Leuchterscheinungen mit einer Dauer von mehr als einer Sekunde.
Viel seltener sind dagegen größere Objekte von mindestens einigen Kilogramm Masse, die unter Umständen nicht vollständig verglühen, als Meteorit auf der Erdoberfläche auftreffen und dort je nach Größe beträchtliche Spuren hinterlassen können (z. B. das Nördlinger Ries, der Barringer-Krater und der Krater auf Yucatán). Das ist insbesondere bei Eisenmeteoriten der Fall. Steinmeteoroiden zerfallen meistens (Gegenbeispiel Carancas), selbst bei größeren Abmessungen, zu einem Teile-Schwarm und können als Meteoritenschauer auf den Boden treffen (siehe 2008 TC3). Selbst wenn feste Bestandteile nicht bis zur Erdoberfläche gelangen, können sie dennoch eine beachtliche Druckwelle erzeugen (siehe Tunguska-Ereignis, Meteor von Tscheljabinsk).

### Effekte

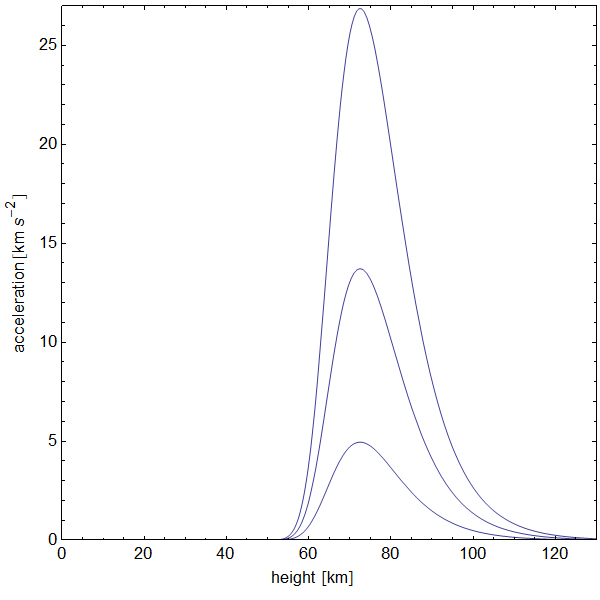
Abbremsung von Meteoren in der Atmosphäre (wie stark abgebremst wird, mit 3 unterschiedlichen Bsp.).

Der auftretende Leuchteffekt entsteht dabei nur zum kleinen Teil durch das Verglühen des Teilchens selbst, denn Meteore leuchten in über 100 Kilometern Höhe. Durch Luftreibung und abdampfendes Material bildet sich hinter dem Körper eine Plasmaspur, die durch strahlende Rekombination angeregter Elektronen der Luftatome leuchtet. Die Spuren können daher noch leuchten, nachdem der Meteoroid bereits verglüht ist. Sie lassen sich anhand der Reflexion von Funkwellen am leitfähigen Plasma noch minutenlang nachweisen (Meteorscatter). Der Bereich der angeregten Teilchen ist nur wenige Millimeter breit. Da sich die Teilchen jedoch für etwa 0,7 Sekunden im angeregten Zustand befinden, können sie sich bis zu 300 Meter vom Ort der Kollision entfernen, sodass eine mehr oder weniger breite Leuchtspur entsteht. Die durch Meteore hervorgerufenen Leuchteffekte werden vom Europäischen Feuerkugelnetz systematisch beobachtet und aufgezeichnet.
Außer der sichtbaren Erscheinung sind bei größeren Meteoren manchmal auch Geräusche wahrnehmbar – etwa als fernes Donnergrollen (wegen der niedrigen Schallgeschwindigkeit aber erst nach einigen Minuten) – doch manchmal auch nach sehr kurzer Zeit. Letzteres Phänomen wurde oft für eine Einbildung gehalten, weil man normalerweise bei jeder nahen Leuchtspur (wie bei einem Feuerwerk) eine Art Zischen hört. Heute geht man davon aus, dass die Geräusche durch niederfrequente Radiowellen erzeugt werden können, die durch Verwirbelungen im durch den Meteor hervorgerufenen Plasma zusammen mit dem Erdmagnetfeld entstehen (siehe Magnetohydrodynamik).
Meteore werden fast unabhängig von ihrer Eintrittsgeschwindigkeit durch den zunehmenden Luftwiderstand gebremst, wie im Diagramm rechts zu sehen ist. Eine höhere Masse bei gleichbleibender Dichte verschiebt alle Graphen lediglich nach links.

### Helligkeitsentwicklung

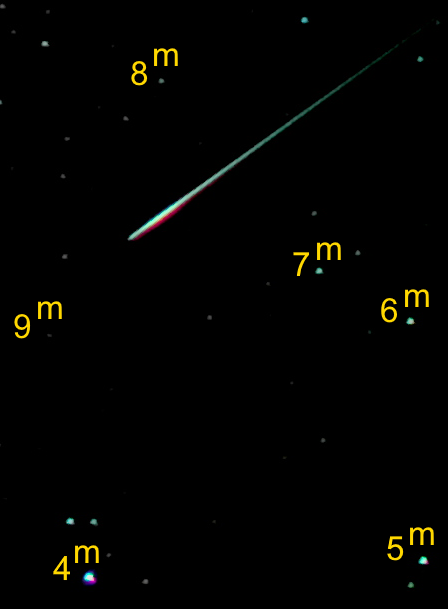
Beispiel einer Sternschnuppe mit einer Spurlänge von zwei Bogengrad vom Sternbild Stier (Taurus, rechts oben) durch das Sternbild Eridanus (Eri) bis in das Sternbild Orion im Vergleich zu benachbarten Sternen vierter bis neunter Größenklasse.
Die folgenden Sterne sind mit ihrer scheinbaren Helligkeit gekennzeichnet:
4^{m} = μ Eri (mit farbiger Szintillation)
5^{m} = c Eri
6^{m} = HIP 21718 Eri
7^{m} = HS Eri
8^{m} = HIP 22270 Ori
9^{m} = HIP 22316 Ori

Wenn ein Meteor sehr hell wurde, bedeutet es nicht zwangsläufig, dass der Eindringling recht groß war. Lediglich die Ablation des eindringenden Materials pro Zeitspanne bestimmt die Helligkeit des Meteors. Wird plötzlich sehr viel Material pro Zeitspanne vom Meteoroid abgetragen, wird der Meteor zwar bedeutend heller, aber der Eindringling verliert nun auch viel schneller Masse. Genau aus diesem Grund kommt es oft vor, dass Meteoroide aus weichem Material (zum Beispiel kometare Objekte) in sehr kurzer Zeit in einem spektakulären Boliden aufgehen und andere harte Materialien (beispielsweise steinige Objekte) in einer viel lichtschwächeren Feuerkugel verbraucht werden. Meteore beginnen schwach und steigern sich in ihrer Leuchtkraft. Das Ende der Lichterscheinung tritt meist plötzlich ein und bedeutet einen rapiden Helligkeitsabfall. Die scheinbare Helligkeit kann durchaus stark schwanken.

### Meteorrate
Das Ereignis eines sporadischen Meteors kann man im Mittel viermal pro Stunde beobachten. Meteorereignisse an sich werden aber eher auf der Frontseite der Erdatmosphäre aufleuchten. Dies ist täglich die Zeit zwischen Mitternacht und Mittag, wobei die lichtschwachen Meteore an sich nur nachts zu sehen sind und dann am besten weit weg von künstlichen Lichtquellen. Auch das Mondlicht kann sehr störend sein. Es gibt aber im Jahr Zeiten, zu denen die Meteorrate überdurchschnittlich ist. Ein Meteorstrom ist eine Art „Wolke“ oder „Schlauch“ von meteoroiden Partikeln auf zueinander etwa parallelen Bahnen um die Sonne. Beim Durchgang der Erde durch einen solchen Bereich treten gehäuft Meteore auf, die von einem Radianten ausstrahlen. Ein Meteorstrom wird nach dem Sternbild benannt, in dem sich der Radiant befindet. So ein Strom entsteht, wenn ein Komet durch seine Reise um die Sonne viele kleine Partikel aus gefrorenen Gasen und Staub verliert. Als Meteorschauer bezeichnet man eine sehr starke Aktivität eines Meteorstromes, wenn die Rate nach Tausenden pro Stunde geschätzt werden muss.

### Radiometeore
Während optische Beobachtungen von Meteoren auf die Dunkelheit der Nacht angewiesen sind, lassen sich mit Hilfe von Radioverfahren auch untertags Meteore nachweisen. Dabei wird ausgenutzt, dass der vom Meteoriten erzeugte Plasmaschlauch Radiowellen reflektiert. Mit dieser Methode können auch kleinste Meteorite bis zu 1 μg erfasst werden.

## Meteorforschung
Die Erforschung der Meteore hat in der Astronomie eine lange Tradition. Die durch freiäugige Beobachtung der Flugbahn oder durch spezielle Meteorkameras ermöglichte Bahnbestimmung gibt Einblick in die Herkunft dieser Kleinkörper, die praktisch alle aus dem Sonnensystem stammen. Sie sind zum überwiegenden Teil Reste von früheren, aufgelösten Kometen oder durch Kollisionen anderer Kleinkörper entstanden. Die bisweilen auf die Erdoberfläche herabfallenden Meteorite sind wichtige Zeugen aus der Frühzeit des Sonnensystems.
Der beobachtete Helligkeitsverlauf der Leuchterscheinung und eventuelle Spektroskopie lässt Rückschlüsse auf die Art des Materials und seine Festigkeit zu. Bis etwa 1950 war die Analyse des Verglühens von Meteoren auch eine der wenigen Möglichkeiten, die Dichte und Zusammensetzung der Hochatmosphäre zu untersuchen. Aus der Abschätzung des sogenannten Dunkelflugs (Flugbahn nach Aufhören der Leuchterscheinung) lassen sich bisweilen auf die Erde gefallene Bruchstücke finden, die als Eisen- oder Steinmeteorite manche Auskünfte über die Bildung der frühen Protoplaneten geben.
Meteorforschung wird seit etwa der Mitte des 19. Jahrhunderts betrieben und gab auch Anlass zur Gründung einiger Astrovereine und der Astronomischen Büros in Siebenbürgen und Wien. Um 1870 gelang dem Mailänder Astronomen Giovanni Schiaparelli (der v. a. durch die Entdeckung der Marskanäle bekannt wurde) der Nachweis, dass die Meteorströme auf den Zerfall von Kometen zurückgehen.

## Bekannte Meteorströme
| Name des Stroms | Zeitraum            | Maximum      | ZHR      |
| --------------- | ------------------- | ------------ | -------- |
| Quadrantiden    | 28. Dez. – 12. Jan. | 3. Januar    | 120      |
| Lyriden         | 16. Apr. – 25. Apr. | 22. April    | 30       |
| Perseiden       | 17. Jul. – 24. Aug. | 12. August   | 100      |
| Tauriden        | 15. Sep. – 25. Nov. | 10. November | variabel |
| Leoniden        | 6. Nov. – 30. Nov.  | 17. November | 15       |
| Geminiden       | 4. Dez. – 17. Dez.  | 14. Dezember | 120      |

## Brauchtum
Im volkstümlichen Aberglauben vieler Länder hat jemand, der zufällig eine Sternschnuppe am nächtlichen Himmel sieht, einen Wunsch frei, der angeblich in Erfüllung geht. Sobald man die Sternschnuppe gesehen hat, solle man die Augen schließen und sich etwas wünschen. Wichtig sei, dass man als einziger diese Sternschnuppe gesehen hat und niemand anderem von dem Wunsch erzählt, da er sonst nicht in Erfüllung gehe.
In Schlesien, der Oberpfalz und in Böhmen existierte der Glaube, dass man dort einen Schatz findet, wo eine Sternschnuppe zur Erde fällt. Dieses Motiv ist auch noch im Märchen Die Sterntaler anzutreffen.